# Talin
Talin (estonsko Tallinn, izgovorjava [ˈtɑlʲːinː], zgodovinsko ime Reval) je glavno in najbolj naseljeno mesto Estonije. Leži v severnem delu države, na obali Finskega zaliva v Baltskem morju in ima skoraj 450.000 prebivalcev. Upravno je del okrožja Harju in je glavno finančno, industrijsko in kulturno središče Estonije (drugo največje mesto v državi je Tartu). Talin leži 80 kilometrov južno od Helsinkov na Finskem, 320 kilometrov zahodno od Sankt Peterburga v Rusiji, 300 kilometrov severno od Rige v Latviji in 380 kilometrov vzhodno od Stockholma, Švedska. Od 13. stoletja do prve polovice 20. stoletja je bil Talin v večini sveta znan pod svojim zgodovinskim nemškim imenom Reval.
Talin, prvič omenjen leta 1154, je mestne pravice prejel leta 1248, toda najzgodnejša človeška naselja segajo že 5000 let nazaj. Prvi zabeleženi zahtevek nad deželo je postavila Danska leta 1219, po uspešnem napadu Lyndanisse pod vodstvom kralja Valdemarja II., ki mu je sledilo obdobje izmenjujočih se skandinavskih in tevtonskih vladarjev. Znano je bilo eno najpomembnejših srednjeveških mestnih središč v Finskem zalivu skupaj s Turkujem. Zaradi svoje strateške lege v Baltskem morju je mesto postalo pomembno trgovsko središče, zlasti iz 14. do 16. stoletja, ko je del Hanzeatske lige. Talinovo staro mestno jedro v Kesklinnu je eno najbolje ohranjenih srednjeveških mest v Evropi in je uvrščeno na seznam Unescove svetovne dediščine.
Talin ima med evropskimi državami največ zagonskih podjetij na osebo in je rojstno mesto številnih mednarodnih visokotehnoloških podjetij, vključno s Skypeom in Transferwise. V mestu naj bi bil sedež informacijske agencije Evropske unije. V njem domuje Natov center odličnosti za kibernetsko obrambo. 
Leta 2007 je bil Talin uvrščen med deset najboljših digitalnih mest na svetu.  Mesto je bilo leta 2011 skupaj s Turkujem na Finskem evropska prestolnica kulture.

## Etimologija

### Zgodovinska imena
Leta 1154 je mesto z imenom قلون (Qlwn  ali Qalaven, verjetno izpeljanke Kalevan ali Kolyvan)  na svetovni zemljevid Almoravidov postavil arabski kartograf Muhammad al-Idrisi, ki ga je opisal kot »majhno mesto kot velik grad« med mesti Astlanda. Domnevalo se je, da je Quwri morda označeval predhodnika modernega mesta. Drugo verjetno najstarejše ime Talina je Kolyvan (rusko Колывань), ki je bilo odkrito iz vzhodnoslovanskih kronikah in je lahko nekako povezano z estonskim mitskim junakom Kalevom. Številni sodobni zgodovinarji pa menijo, da je povezovanje krajevnih imen Al-Idrisija s Talinom neutemeljeno in napačno.
Henrik Livonski je v svoji kroniki mesto imenoval z imenom, za katero je znano, da so ga do 13. stoletja uporabljali tudi Skandinavci: Lindanisa (ali danskio Lyndanisse, Lindanäs v švedščini in Ledenets v starovzhodnoslovanskem jeziku). Predlagano je bilo, da je arhaična estonska beseda linda podobna vodski besedi lidna 'grad, mesto'. V skladu s tem predlogom bi nisa imela enak pomen kot niemi 'polotok', kar bi povzročilo staro finsko ime mesta Kesoniemi.
Drugo staro zgodovinsko ime za Talin je Rääveli v finskem jeziku. Islandska Njáls saga iz 13. st., , ki opisuje dogodke med 960 in 1020, omenja Talin in ga imenuje Rafala, ki verjetno temelji na primitivni obliki Revale. To ime izvira iz latinskega Revelia (Revala ali Rävala v estonščini), sosednjega starodavnega imena okolice. Po danski osvojitvi leta 1219 je mesto v nemškem, švedskem in danskem jeziku postalo znano kot Reval (latinsko Revalia). Reval je bil v Estoniji v uradni uporabi do leta 1918.

### Sodobno ime
Ime Tallinn(a) je estonsko. Običajno naj bi izhajal iz Taani-linn(a) (kar pomeni 'dansko mesto') (latinsko Castrum Danorum), potem ko so Danci zgradili grad na mestu estonske trdnjave na Lindanisseju. Lahko pa izvira tudi iz tali-linna ('zimski grad' ali 'mesto') ali talu-linna ('hiša / kmetija-grad ali mesto'). Element -linna, tako kot germanski -burg in slovanski -grad / -gorod, je prvotno pomenil 'trdnjava', vendar se uporablja kot pripona pri tvorbi mestnih imen.
Prej uporabljena uradna imena v nemščini Reval in ruščini Revel (Ревель) sta bila zamenjana po osamosvojitvi Estonije leta 1918.
Sprva sta bili uporabljeni obe obliki Tallinna in Tallinn. Odbor Združenih držav za geografska imena je med junijem 1923 in junijem 1927 sprejel obliko Tallinn. Tallinna v estonščini označuje rodilni primer imena, kot v Tlalinna Sadam ('Talinsko pristanišče').
V ruščini so sovjetske oblasti v 1950-ih črkovanje imena spremenile iz Таллинн v Таллин (Tallin) in to črkovanje še vedno uradno sankcionira ruska vlada, medtem ko so estonske oblasti uporabljale črkovanje Таллинн v ruskojezičnih publikacijah od obnovitve neodvisnosti. Oblika Таллин se uporablja tudi v več drugih jezikih v nekaterih državah, ki so nastale iz nekdanje Sovjetske zveze. Zaradi ruskega črkovanja je obliko Tallin včasih mogoče najti v mednarodnih publikacijah; je tudi uradna oblika v španščini.
Druge različice sodobnih črkopisov vključujejo Tallinna v finskem jeziku, Tallinna v latvijščini in Talinas v litovščini.

## Zgodovina
Prvi sledovi migracij skupnosti lovcev in ribičev v današnjem središču Talina, ki so jih našli arheologi, so stari približno 5000 let. Keramični glavnik, ki so ga našli na tem območju, je iz približno 3000 pr. n. št. in keramična posoda okoli 2500 pr. n. št.
Okoli leta 1050 je bila na Tallinnu zgrajena prva trdnjava Toompea.
Kot pomembno pristanišče za trgovino med Rusijo in Skandinavijo je postalo tarča širitve tevtonskih vitezov in Kraljevine Danske v obdobju severnih križarskih vojn v začetku 13. stoletja, ko je bilo krščanstvo prisilno vsiljeno lokalnemu prebivalstvu. Danska vladavina Talina in severne Estonije se je začela leta 1219.
Leta 1285 je Talin, takrat širše znan kot Reval, postal najsevernejši član Hanzeatske lige - trgovskega in vojaškega zavezništva mest v Severni Evropi, v katerih so prevladovali Nemci. Danski kralj je leta 1346 prodal Reval skupaj z drugimi kopenskimi posestmi v severni Estoniji tevtonskim vitezom. Srednjeveški Reval je imel strateško lego na križišču trgovine med Zahodno in Severno Evropo in Rusijo. Mesto s približno 8000 prebivalci je bilo zelo dobro utrjeno z mestnim obzidjem in 66 obrambnimi stolpi.
Figura vremenske lopatice, lik starega bojevnika, imenovanega Stari Tomaž, je bila postavljena na vrh zvonika mestne hiše v Talinu leta 1530. Stari Tomaž je pozneje postal priljubljen simbol mesta.
Že v zgodnjih letih protestantske reformacije je mesto prešlo v luteranstvo. Leta 1561 je Reval prešel pod nadoblast Švedske. Dorpatski sporazum, ki je bil sklenjen maja 1564 med livonsko vojno, je dodelil mesto švedskemu kralju.
Med veliko severno vojno je Talin, skupaj s Švedsko Estonijo in Livonijo, leta 1710 kapituliral pred carsko Rusijo, vendar so lokalne samoupravne institucije (Magistrat Reval in viteštvo Estonije) ohranile svojo kulturno in gospodarsko avtonomijo znotraj carske Rusije kot guvernerstvo Estonija. Revalsko sodništvo je bilo ukinjeno leta 1889. 19. stoletje je prineslo industrializacijo mesta in pristanišče je ohranilo svoj pomen. V zadnjih desetletjih stoletja so se ukrepi za rusifikacijo okrepili. Ob obali Revala sta junija 1908 ruski car Nikolaj II. in carina Aleksandra skupaj s svojimi otroki srečala skupnega strica in teto, britanskega kralja Edvarda VII. in kraljico Aleksandro, kar je bilo videti kot kraljeva potrditev Anglo-ruske antante iz prejšnjega leta in je prvič vladni britanski monarh obiskal Rusijo.
24. februarja 1918 je bil v Revalu (Talin) razglašen manifest neodvisnosti, sledila je cesarska nemška okupacija in osamosvojitvena vojna s sovjetsko Rusijo, po kateri je Talin postal glavno mesto neodvisne Estonije. Med drugo svetovno vojno je Estonijo prvič zasedla Rdeča armada in jo leta 1940 priključila ZSSR, nato pa jo je od leta 1941 do 1944 zasedla nacistična Nemčija. Ob napadu nemških sil je bilo v Talinu približno 1000 preostalih Judov, skoraj vseh, ki so umrli v holokavstu v rokah nacistov pred koncem vojne. Po nemškem umiku leta 1944 so mesto spet zasedli Sovjeti. Po priključitvi Estonije k ZSSR je Talin formalno postal glavno mesto Estonske SSR znotraj Sovjetske zveze.
Med poletnimi olimpijskimi igrami leta 1980 so bile jadralne prireditve (takrat znane kot jadranje) v Piriti, severovzhodno od osrednjega Talina. Za olimpijske igre so bile zgrajene številne stavbe, kot so Talinski televizijski stolp, hotel Olümpia, nova stavba glavne pošte in Regatni center.
Leta 1991 je bila ponovno ustanovljena neodvisna demokratična Estonska država in sledilo je obdobje hitrega razvoja sodobne evropske prestolnice. Talin je 20. avgusta 1991 ponovno postal prestolnica dejansko neodvisne države.
Talin je bil v preteklosti sestavljen iz treh delov:
- Toompea (Domberg) ali katedralni grič, ki je bil sedež osrednje oblasti: najprej danski kapitani, nato komturji Tevtonskega reda ter švedski in ruski guvernerji. Do leta 1877 je bilo ločeno mesto (Dom zu Reval), prebivališče aristokracije; danes je sedež estonskega parlamenta, vlade ter nekaterih veleposlaništev in rezidenc.
- Staro mestno jedro, ki je staro hanzeatsko mesto, 'mesto državljanov', je bilo upravno združeno s stolnim gričem šele konec 19. stoletja. Bilo je središče srednjeveške trgovine, v kateri je uspevalo.
- Estonsko mesto tvori polmesec južno od starega mesta, kamor so se prišli naseliti Estonci. Šele sredi 19. stoletja so etnični Estonci zamenjali lokalne baltske Nemce kot večino prebivalcev Talina.

Mesto Talin še nikoli ni bilo uničeno; to je bila usoda Tartuja, univerzitetnega mesta 199,98 km južno, ki ga je leta 1397 oropal Tevtonski red. Okoli 1524 katoliških cerkva v številnih mestih v Estoniji, vključno s Talinom, je bilo uničenih kot del reformacijske gorečnosti: to se je zgodilo po vsej Evropi. Čeprav so sovjetske zračne sile v poznejših fazah druge svetovne vojne močno bombardirale, večina srednjeveškega starega mestnega jedra še vedno ohranja svoj čar. Staro mestno jedro Talina (vključno s Toompeo) je leta 1997 postalo Unescova svetovna kulturna dediščina.
Konec 15. stoletja je bil za cerkev svetega Olafa zgrajen nov okoli 159 m visoki gotski zvonik. Med letoma 1549 in 1625 je bila morda najvišja stavba na svetu. Po več požarih in naslednjih obdobjih obnove je njena skupna višina zdaj 123 m.
- Danska zastava je padla z neba v bitki pri Lindaniseu leta 1219.
- Pečat Revala, 1340
- Stari Tomaž je eden od simbolov in varuhov Talina
- Pristanišče Reval leta 1853

## Geografija
Talin je na južni obali Finskega zaliva, na severozahodu Estonije.
Največje jezero v Talinu je jezero Ülemiste (9,44 km²). Je glavni vir mestne pitne vode. Jezero Harku je drugo največje jezero v mejah Talina in ima površino 1,6 kvadratnih kilometrov. Talin ne leži ob večji reki. Edina pomembna reka v Talinu je reka Pirita v Piriti, mestni četrti, ki se šteje za predmestje. V preteklosti je majhna reka Härjapea tekla iz jezera Ülemiste skozi mesto v morje, vendar je bila reka v 1930-ih preusmerjena v kanalizacijo in je od takrat popolnoma izginila iz mestne krajine. Sklicevanja nanjo še vedno ostajajo v imenih ulic Jõe (od Jõgi, reka) in Kivisilla (od Kivisild, kamniti most).
Skozi mesto teče apnenčasta pečina. Ogledati si ga je mogoče v Toompei, Lasnamäeju in Astanguju. Vendar Toompea ni del pečine, ampak ločen hrib.
Najvišja točka v Talinu, na 64 metrih nadmorske višine, je v Hiiu, okrožje Nõmme, na jugozahodu mesta.
Dolžina obale je 46 kilometrov. Obsega tri večje polotoke: polotok Kopli, polotok Paljassaare in polotok Kakumäe. Mesto ima številne javne plaže, vključno s plažami Pirita, Stroomi, Kakumäe, Harku in Pikakari.

### Geologija
Geologijo pod mestom Talin sestavljajo kamnine in sedimenti različne sestave in starosti. Najmlajša so kvartarna nahajališča. Materiali teh nahajališč so ledeniški sediment, slojevita glina, pesek, gramoz in kamni, ki so ledeniškega, morskega in jezerskega izvora. Nekatera kvartarna nahajališča so dragocena, saj predstavljajo vodonosnike ali pa se, tako kot prod in pesek, uporabljajo kot gradbeni materiali. Kvartarni nanosi so nasip dolin, ki so zdaj pokopane. Pokopane doline Talina so vrezane v starejše kamnine, verjetno v starodavnih rekah, da bi jih pozneje ledeniki spremenili. Medtem ko je zasipanje doline sestavljeno iz kvartarnih sedimentov, same doline izvirajo iz erozije, ki se je zgodila pred kvartarjem. Substrat, v katerega so bile vrezane zakopane doline, je sestavljen iz trde sedimentne kamnine ediakaranske, kambrijske in ordovicijske starosti. Le zgornja plast ordovicijskih kamnin štrli iz pokrova mlajših nanosov, ki se obrežejo v baltskem klifu na obali in ponekod v notranjosti. Ordovicijske kamnine so sestavljene od zgoraj navzdol iz debele plasti apnenca in laporja, nato prva plast argilita, ki ji sledi prva plast peščenjaka in mulja, nato pa še ena plast argilita, ki ji sledita peščenjak in meljevec. V drugih krajih mesta trdo sedimentno kamnino najdemo le pod kvartarnimi usedlinami v globinah, ki segajo do 120 metrov pod morsko gladino. Pod sedimentno kamnino so kamnine kratona Baltskega ščita, vključno z gnajsi in drugimi metamorfnimi kamninami z vulkanskimi kamnitimi protoliti in rapakivi graniti. Omenjene kamnine so veliko starejše od ostalih (paleoproterozojska doba) in jih nikjer v Estoniji ne izkopavajo.

### Podnebje
Talin ima vlažno celinsko podnebje (Köppnova podnebna klasifikacija Dfb) z milimi, deževnimi poletji in hladnimi, sneženimi zimami. Zime so zaradi obmorske lege hladne, a blage zaradi svoje zemljepisne širine. Povprečna temperatura v najhladnejšem mesecu februarja je -3,6 ° C. V zimskih mesecih se temperature ponavadi gibljejo blizu oznake zmrzovanja, vendar lahko blagi vremenski uri potisnejo temperature nad 0 ° C, občasno pa dosežejo tudi nad 5 ° C, medtem ko hladne zračne mase lahko pritisnejo povprečno 6 dni na leto pod -18 ° C. Sneženje je v zimskih mesecih pogosto. Zime so oblačne in zanje je značilna majhna količina sonca, ki se giblje od samo 20,7 sončnih ur na mesec decembra do 58,8 ur februarja.
Talin letno prejme 700 milimetrov padavin, ki se enakomerno porazdelijo skozi vse leto, čeprav so najbolj sušni meseci marec, april in maj, v povprečju pa približno 35 do 37 milimetrov, medtem ko sta julij in avgust najbolj vlažna meseca. 82 do 85 milimetrov padavin. Povprečna vlažnost je 81 %, in sicer od najvišje 89 % do najnižje 69 % v maju.  Talin ima povprečno hitrost vetra 3,3 metra na sekundo, zime so najbolj vetrovne, poletja pa najmanj 

## Administrativne enote
| Okrožje              | Št. prebivalcev (November 2017) | Območje   |
| -------------------- | ------------------------------- | --------- |
| 1. Haabersti         | 45.339                          | 22,26 km² |
| 2. Kesklinn (centre) | 63.406                          | 30,56 km² |
| 3. Kristiine         | 33.202                          | 7,84 km²  |
| 4. Lasnamäe          | 119.542                         | 27,47 km² |
| 5. Mustamäe          | 68.211                          | 8,09 km²  |
| 6. Nõmme             | 39.540                          | 29,17 km² |
| 7. Pirita            | 18.606                          | 18,73 km² |
| 8. Põhja-Tallinn     | 60.203                          | 15,9 km²  |

Za namene lokalne uprave je Talin razdeljen na 8 upravnih okrožij (estonsko: linnaosad, ednina linnaosa). Okrajne vlade so mestne ustanove, ki na ozemlju svojega okrožja opravljajo naloge, ki so jim dodeljene s Talinsko zakonodajo in zakoni.
Vsako okrajno vlado vodi starešina (estonsko: linnaosavanem). Imenuje jih mestna vlada na predlog župana in po zaslišanju mnenja upravnih svetov. Naloga upravnih svetov je, da mestni vladi in komisijam mestnega sveta priporočajo način upravljanja okrožij.
Upravna okrožja so nadalje razdeljena na podokrožja ali soseske (estonsko: asum). Njihova imena in meje so uradno določene. V Talinu je 84 podokrožij.

## Demografija
Talin je imel 1. januarja 2020 437 619 prebivalcev.
Po podatkih Eurostata je imel Talin leta 2004 enega najštevilčnejših državljanov držav nečlanic EU od vseh glavnih mest držav članic EU, pri čemer so Rusi predstavljali znatno manjšino (približno 34 % pripada ruski etnični skupini, vendar ima večina zdaj estonsko državljanstvo). Etnični Estonci predstavljajo približno 50 % prebivalstva (od leta 2019).
Severna Estonija, vključno s Talinom, je bila naseljena v času Sovjetske zveze in jo je sovjetska oblast rusificirala bolj kot druge regije Estonije. Nekatera mesta in vasi, kot so Narva, Jõhvi, Kohtla-Järve, Sillamäe, Maardu in Paldiski, so skoraj v celoti naselili Rusi. V Talinu (Mustamäe, Lasnamäe, Väike-Õismäe, Pelguranna) so bila zgrajena nova mestna okrožja, ki naj bi sprejela priseljence, ki so danes največja mestna okrožja.
Estonci so pred drugo svetovno vojno predstavljali približno 80 % prebivalstva Talina, leta 2019 pa le 49 %. Leta 2009 so neestonski prebivalci Talina, predvsem Rusi, predstavljali 42,7 % (178.694) vseh neestoncev, ki so prebivali v Estoniji. Pozitivna rodnost Estoncev in nepozitivna stopnja rodnosti neestoncev bi morala povečati delež etničnih Estoncev v Talinu in celotni Severni Estoniji, vendar je povečano priseljevanje, predvsem iz nekdanjih sovjetskih držav in sosednje Finske, hitro povečalo delež neestonskih.
Uradni jezik Talina je estonščina. Leta 2011 je 206.490 (50,1 %) estonščine govorilo kot materni jezik, 192.199 (46,7 %) pa je govorilo ruščino kot materni jezik. Drugi govorjeni jeziki so ukrajinski, beloruski in finski.

## Gospodarstvo
Talin je finančna in poslovna prestolnica Estonije. Mesto ima zelo raznoliko gospodarstvo s posebnimi močmi na področju informacijske tehnologije, turizma in logistike. Več kot polovica estonskega BDP se ustvari v Talinu. Leta 2008 je BDP na prebivalca v Talinu znašal 172 % estonskega povprečja.

### Informacijska tehnologija
Poleg dolgoletnih funkcij pristanišča in glavnega mesta se je v Talinu razvil tudi sektor informacijske tehnologije; The New York Times je v svoji izdaji 13. decembra 2005 Estonijo označil za »nekakšno Silicijevo dolino ob Baltskem morju«. Eno od sestrskih mest Talinu je mesto Los Gatos v Kaliforniji iz Silicijeve doline. Skype je eden izmed najbolj znanih estonskih start-upov s poreklom iz Talina. Številna novoustanovljena podjetja izvirajo iz Inštituta za kibernetiko iz sovjetske dobe. V zadnjih letih Talin postopoma postaja eno glavnih informacijskih središč v Evropi, s Kooperativnim centrom odličnosti za kibernetsko obrambo (CCD COE) pri NATU, Agencijo EU za obsežne informacijske sisteme in razvoj IT centrov velikih korporacij, kot sta TeliaSonera in Kuehne + Nagel s sedežem v mestu. Manjši zagonski inkubatorji, kot sta Garage48 in Game Founders, so pomagali podpirati ekipe iz Estonije in po vsem svetu, ki iščejo podporo, razvoj in priložnosti za mreženje.

### Turizem
Talin letno prejme 4,3 milijona obiskovalcev, kar je v zadnjem desetletju stalno naraščalo.
Staro mestno jedro Talina, ki je na Unescovem seznamu svetovne dediščine, je glavna turistična atrakcija; druge so pristanišče hidroplana estonskega pomorskega muzeja, živalski vrt v Talinu, park Kadriorg in estonski muzej na prostem. Večina obiskovalcev prihaja iz Evrope, čeprav Talin vse pogosteje obiskujejo tudi turisti iz Rusije in azijsko-pacifiške regije.
Talinsko potniško pristanišče je eno najprometnejših za križarjenje na Baltskem morju, saj je leta 2013 prevozilo več kot 520.000 potnikov na križarjenju. Od leta 2011 se v sodelovanju z letališčem v Talinu organizirajo redna križarjenja.
Kartica Talin je časovno omejena vstopnica za obiskovalce. Imetniku omogoča brezplačno uporabo javnega prevoza, brezplačen vstop v številne muzeje in druga zanimiva mesta ter popuste ali brezplačna darila iz trgovin ali restavracij.

### Energija
Eesti Energia, veliko energetsko podjetje za pridobivanje naftnih skrilavcev, ima sedež v Talinu. V mestu je tudi sedež Eleringa, nacionalnega operaterja prenosnega sistema električne energije in člana ENTSO-E, estonske družbe za zemeljski plin Eesti Gaas in energetskega holdinga Alexela Energia, ki je del skupine Alexela. Nord Pool Spot, največji trg električne energije na svetu, je ustanovil svojo lokalno pisarno v Talinu.

## Kultura

### Muzeji
V Talinu je več kot 60 muzejev in galerij. Večina je v Kesklinnu, osrednjem okrožju mesta in pokriva bogato zgodovino Talina.
Eden najbolj obiskanih muzejev v Talinu je Estonski zgodovinski muzej, ki je v Veliki cehovski dvorani v starem delu mesta Vanalinn. Prikazuje zgodovino Estonije od prazgodovine do konca 20. stoletja.
Estonski pomorski muzej ponuja podroben pregled pomorske preteklosti države. Muzej je tudi v starem mestnem jedru, kjer zavzema eno od nekdanjih obrambnih stavb v Talinu - stolp Debele Margarete. Drug zgodovinski muzej v starem mestnem jedru, tik za Mestno hišo, je Mestni muzej. Zajema zgodovino Talina od predzgodovine do leta 1991, ko je Estonija ponovno pridobila svojo neodvisnost. Mestni muzej ima v lasti še devet oddelkov in muzejev po mestu, med njimi je Talinski muzej fotografije, ki je prav tako za Mestno hišo. V njem je stalna razstava, ki zajema 100 let fotografije v Estoniji.
Estonski muzej okupacije je še en zgodovinski muzej v osrednjem okrožju Talina. Obsega 52 let, ko sta Estonijo zasedali Sovjetska zveza in nacistična Nemčija. N Nedaleč je še en muzej, povezan s sovjetsko okupacijo Estonije, Muzej KGB, ki zaseda 23. nadstropje hotela Sokos Viru. V njem so oprema, uniforme in dokumenti agentov ruske tajne službe.
V Talinu sta tudi dva glavna naravoslovna muzeja – Estonski prirodoslovni muzej in Estonski muzej zdravstvenega varstva, tudi v starem mestnem jedru. V Estonskem prirodoslovnem muzeju je na voljo več sezonskih in začasnih tematskih razstav, ki ponujajo pregled divjih živali v Estoniji in po svetu. V Estonskem muzeju zdravstvenega varstva so stalne razstave o anatomiji in zdravstvu; njene zbirke in razstave zajemajo zgodovino medicine v Estoniji.
V glavnem mestu Estonije je tudi veliko muzejev umetnosti in oblikovanja. Estonski muzej umetnosti, največji te vrste v državi, je zdaj sestavljen iz štirih podružnic - muzeja Kumu, muzeja Kadriorg, muzeja Mikkel in muzeja Niguliste. Muzej umetnosti Kumu ima največjo zbirko sodobne in moderne umetnosti v državi. Prikazuje tudi estonsko umetnost od začetka 18. stoletja.  Tisti, ki jih zanima zahodnoevropska in ruska umetnost, lahko uživajo v zbirkah muzeja Kadriorg, ki je v palači Kadriorg, čudoviti baročni zgradbi Petra Velikega. V njem je shranjenih in razstavljenih približno 9000 umetniških del od 16. do 20. stoletja. V muzeju Mikkel v parku Kadriorg je zbirka pretežno zahodne umetnosti - keramike in kitajskega porcelana, ki jo je leta 1994 podaril Johannes Mikkel. Muzej Niguliste zaseda nekdanjo cerkev sv. Nikolaja; prikazuje zbirke zgodovinske cerkvene umetnosti skoraj sedmih stoletij od srednjega veka do postreformacijske umetnosti.
Estonski Muzej uporabne umetnosti in oblikovanja razstavlja do 15.000 del tekstilne umetnosti, keramike, porcelana, usnja, stekla, nakita, kovin, pohištva in oblikovanja izdelkov.  Za bolj sproščene, kulturno naravnane razstave poskrbi Muzej estonske kulture pitja. Ta muzej prikazuje zgodovinsko destilarno Luscher & Matiesen ter zgodovino estonske proizvodnje alkohola.
Enkrat vsako leto estonski muzeji in druge ustanove brezplačno odprejo vrata obiskovalcem. Dogodek je povezan s programom Noč muzejev po Evropi. Vsako leto je Noč muzejev posvečena določeni temi.

### Kuhinja
Tradicionalna kuhinja v Talinu odraža kulinarične tradicije severne Estonije, vlogo mesta kot ribiškega pristanišča in baltski nemški vpliv. Številne kavarne (estonsko Kohvik) imajo pomembno vlogo v družbenem življenju mesta že od 19. stoletja, prav tako pa tudi bari, zlasti v okrožju Kesklinn.
Industrija marcipana v Talinu ima zelo dolgo zgodovino. Proizvodnja marcipana se je začela v srednjem veku, skoraj sočasno v Talinu in Lübecku, oba člana Hanzeatske lige. Leta 1695 je bil marcipan omenjen kot zdravilo pod oznako Panis Martius v cenikih lekarne v Talinu. Sodobna doba marcipana se je začela leta 1806, ko je švicarski slaščičar Lorenz Caviezel postavil svojo slaščičarno na ulici Pikk. Leta 1864 jo je kupil in razširil Georg Stude, zdaj pa je znana kot Kavarna Maiasmokk. V poznem 19. stoletju so figurice marcipana, ki so jih izdelovali slaščičarji Revala, dobavili ruski cesarski družini. Danes skupaj z množično produkcijo izdelujejo edinstvene projekte, na primer 12-kilogramski model Estonskega gledališča.
Najbolj simbolična jed iz morskih sadežev v Talinu je Vürtsikilu - začinjene papaline, vložene z značilnim naborom začimb, vključno s črnim poprom, pimentom in nageljnovim žbicami. Izdelava vürtsikilu naj bi izvirala iz obrobja mesta, začenši konec 18. ali v začetku 19. stoletja. Leta 1826 so talinski trgovci izvozili skoraj 40.000 pločevink vürtsikiluja v Sankt Peterburg, takrat glavno mesto Ruskega imperija. Tesno povezana jed je Kiluvõileib - tradicionalni odprti sendvič iz rženega kruha s tanko plastjo masla in plastjo vürtsikilu kot preliv. Rezine kuhanega jajca, majoneza in kulinarična zelišča so dodatni dodatki.
Med alkoholnimi pijačami, ki jih proizvajajo v mestu, so pivo, vodke in likerji, pri čemer so slednji (kot je Vana Tallinn) najbolj značilni. Tudi število pivovarn obrtnih piv se je v Talinu v zadnjem desetletju močno povečalo in vstopilo na lokalne in regionalne trge.

## Znamenitosti
Kar je verjetno mogoče obravnavati kot glavno znamenitost Talina, je v starem mestnem jedru Talina (razdeljeno na Spodnje mesto in hrib Toompea), ki ga je enostavno raziskati peš. Vzhodni deli mesta, zlasti okrožja Pirita (s samostanom Pirita) in Kadriorg (s palačo Kadriorg), so prav tako priljubljene točke, estonski muzej na prostem v Rocca al Mare, zahodno od mesta, pa ohranja vidike estonske podeželske kulture in arhitekture.

### Toompea – Zgornje mesto
To območje je bilo nekoč skoraj ločeno mesto, močno utrjeno in je bilo vedno sedež trenutne moči, ki je vladala Estoniji. Hrib zavzema zlahka branjeno območje s pogledom na okoliška okrožja. Glavne znamenitosti so srednjeveški grad Toompea (danes je estonski parlament, Riigikogu), luteranska stolnice sv. Marije, znana tudi kot Kupolna cerkev (estonsko Toomkirik) in ruska pravoslavna cerkev Aleksandra Nevskega.

### All-linn – Spodnje mesto
To območje je eno najbolje ohranjenih srednjeveških mest v Evropi, oblasti pa nadaljujejo z obnavljanjem. Med glavnimi znamenitostmi so trg Mestne hiše (estonsko Raekoja plats), mestno obzidje in stolpi (predvsem Debela Margareta in Kiek in de Kök) ter številne srednjeveške cerkve, vključno s sv. Olafom, sv. Nikolajem in cerkev Svetega Duha. V spodnjem mestu je tudi katoliška stolnica sv. Petra in Pavla.

### Kadriorg
Kadriorg je 2 km vzhodno od središča mesta, do njega pa vozijo avtobusi in tramvaji. V palači Kadriorg, nekdanji palači Petra Velikega, zgrajeni tik po severni vojni, je danes tuj umetniški oddelek Estonskega muzeja, predsedniška rezidenca, okoliški prostori pa vključujejo formalne vrtove in gozd.
Glavna stavba Muzeja umetnosti Kumu (estonsko Kunstimuuseum), je bila zgrajena leta 2006 in leži v parku Kadriorg. V njej je enciklopedična zbirka estonske umetnosti, med drugim slike Carla Timoleona von Neffa, Johanna Kölerja, Eduarda Oleja, Jaana Koorta, Konrada Mägija, Eduarda Wiiralta, Henna Roodeja in Adamson-Erica.

### Pirita
To obalno okrožje je še 2 kilometra severovzhodno od Kadriorga. Marina je bila zgrajena za olimpijske igre v Moskvi leta 1980, na reki Pirita pa je mogoče najeti čolne. Dva kilometra po kopnem sta Botanični vrt in Talinski televizijski stolp.

### Pobratena mesta
Talin sodeluje v mednarodnih programih pobratenja mest za spodbujanje dobrih mednarodnih odnosov. Partnerji so:
| - Annapolis, Maryland, ZDA - Peking, Kitajska - Berlin, Nemčija - Carcassonne, Francija - Čengdu, Kitajska - Dartford, Anglija, Združeno kraljestvo - Firence, Italija - Gent, Belgija - Göteborg, Švedska | - Groningen, Nizozemska - Hangdžou, Kitajska - Helsinki, Finska - Kiel, Nemčija - Kotka, Finska (1955) - Los Gatos, Kalifornija, ZDA - Malmö, Švedska - Moskva, Rusija - Portland, Oregon, ZDA | - Riga, Latvija - Sankt Peterburg, Rusija - Schwerin, Nemčija - Stockholm, Švedska - Turku, Finska - Benetke, Italija - Dunaj, Avstrija - Vilna, Litva - Erevan, Armenija |

## Galerija
- Prehod sv. Katarine
- Cerkev sv. Nikolaja
- Stolnica sv. Marije
- Cerkev Aleksandra Nevskega, zgrajena v letih 1894–1900.
- Hiša bratovščine črnoglavih
- Vrata Viru, vhod v staro mestno jedro. Dva preostala stolpa, ki sta bila nekoč del večjega sistema vrat iz 14. stoletja
- Raeapteek, zgrajen leta 1422, je ena najstarejših neprekinjeno delujočih lekarn v Evropi
- Kiek v obrambnem stolpu de Kök
- Del spodnjega mestnega obzidja.
- Mestno obzidje z začasno vrtno razstavo
- Topovski stolp Debele Margarete
- Pikk Hermann (Toompea)
- Palača Kadriorg
- Ruševine samostana Pirita